# Hierodula trimaculata
Hierodula trimaculata es una especie de mantis de la familia Mantidae.

## Distribución geográfica
Se encuentra en Australia.